# Pero terrenaria
Pero terrenaria är en fjärilsart som beskrevs av Paul Dognin 1892. Pero terrenaria ingår i släktet Pero och familjen mätare. Inga underarter finns listade i Catalogue of Life.